# ムーヴズインザフィールド
ムーヴズインザフィールド（Moves in the field、通称：MIF）は、フィギュアスケートにおける要素のひとつ。

## 概要
ムーヴズインザフィールドは、イギリスではフィールドムーヴズ（field moves）、カナダではスケーティングスキル（skating skills）と呼ばれ、フィギュアスケートに限らず氷の上を自由に滑走するスケート全般の基礎的要素を意味する。
フィギュアスケートにおけるムーブズインザフィールドは、コンパルソリーフィギュアに集約されるように、ターンなどのエッジワークに重点が置かれた。1990年のコンパルソリーフィギュア廃止に伴い、今日ムーブウインザフィールドは、一つの姿勢をキープしたまま滑ることを指すようになり、その多くはスパイラル、イナバウアー、スプレッドイーグルなどに応用されている。